# General Electric F101
Il General Electric F101 è un motore turbofan dotato di postbruciatore sviluppato negli Stati Uniti dalla General Electric negli anni settanta.
Fu il primo turbofan con postbruciatore ad essere prodotto dalla GE.

## Storia

### Sviluppo
Il programma F101 nasce nel 1970 sulla base del dimostratore GE9 (X370) sviluppato dalla General Electric a partire dall'agosto 1968. Venne progettato specificatamente per equipaggiare il nuovo bombardiere strategico Rockwell B-1 Lancer della United States Air Force. La produzione della versione iniziale venne fermata nel 1977 quando il programma del B-1A venne cancellato, ma a partire dal 1983 iniziò la consegna della nuova versione del motore (F101-102) per i bombardieri B-1B, tuttora in servizio. L'ultimo motore uscì dalla linea di montaggio nel dicembre 1987.
Dall'F101 venne derivata la versione GE F110, sviluppata per una variante dell'F-16 Fighting Falcon e provata nei primi anni ottanta. Il generatore di gas dell'F101 fu anche la base di partenza della fortunata serie di motori turboventola civili CFM56.

### Tecnica
Il motore è composto da un fan a due stadi, nove stadi di compressore di alta pressione, una camera di combustione anulare, uno stadio di turbina di alta pressione seguito da due stadi di bassa pressione ed un post bruciatore con ugello a geometria variabile in grado di aumentare la spinta massima, quando è acceso, da 75 kN a 138 kN.
La versione per il B-1B è stata migliorata introducendo una particolare geometria della presa d'aria per diminuire l'impronta radar del fan, e sfruttando l'elevato (per la categoria) rapporto di bypass per attenuare le emissioni del motore nell'infrarosso.

## Velivoli utilizzatori
Stati Uniti
- Rockwell B-1 Lancer